# Гуляев, Николай Алексеевич (конькобежец)
Николай Алексеевич Гуляев (род. 1 января 1966, Вологда) — советский и российский конькобежец и государственный деятель. Олимпийский чемпион 1988 года в беге на 1000 м, чемпион мира и Европы 1987 года в классическом многоборье, двукратный чемпион СССР (1987, 1992). Николай Гуляев стал последним советским конькобежцем — чемпионом мира в классическом многоборье. Выпускник Московского государственного института физкультуры (1991) по специальности физическая культура и спорт с присуждением квалификации преподавателя-тренера по конькобежному спорту.

## Биография
Николай Гуляев родился в Вологде, в семье, где спорт любили и понимали. Его отец, Алексей Иванович Гуляев, – мастер спорта по конькам, чемпион и рекордсмен области в многоборье, участник республиканских и всесоюзных соревнований. Николай начал заниматься коньками в 1976 году под руководством тренера Юрия Осадкина — заслуженного тренера СССР и России по конькобежному спорту, заслуженного работника физической культуры Российской Федерации. Также проходил спортивную подготовку под руководством В. И. Недополза.
Он учился в средней школе № 23 г.Вологда и в 10-м классе Николай становится чемпионом области среди юношей в многоборье, на «Беломорских играх» в Архангельске он стал первым на дистанции 1000 м, а на первенстве страны среди юношей в многоборье был 10-м. В том же 1983 году он окончил школу и поступил в Московский государственный институт физкультуры. В то же время он успешно выступал в соревнованиях. Его пригласили в сборную команду страны.
В 1985 г. он выиграл Кубок СССР на дистанции 1500 метров, победил в матче ГДР – СССР на этой же дистанции, выполнил норматив мастера спорта международного класса. Еще через год на зимней Спартакиаде народов СССР Гуляев завоевывал две серебряные и одну бронзовую медали, а на чемпионате Европы в Осло занял 5-е место. В декабре 1986 года на Медео он стал абсолютным чемпионом страны в многоборье, уверенно выиграв две дистанции – 500 и 1500 м.
В январе 1987 года на чемпионате Европы в Тронхейме занял 1-е место в абсолютном первенстве. В том же году он стал золотым призёром на чемпионате мира в Херенвене, после чего получил звание заслуженного мастера спорта СССР. В феврале 1988 года на зимних Олимпийских играх в Калгари он завоевал золотую медаль на дистанции 1000 м с олимпийским рекордом (1 мин 13,03 сек).
На первой дистанции 500 метров он не смог финишировать из-за падения. Двумя днями позже он получил преимущество на дистанции 1500 метров, но финишировал только 7-м. После этих Олимпийских игр Николай Гуляев обнаружил, что не может соревноваться на высшем уровне в международном конькобежном многоборье, поэтому он переключил свое внимание на более короткие спринтерские дистанции. На чемпионате страны 1988 года в многоборье Николай Гуляев завоевывал две малые серебряные медали: на дистанциях 500 и 1500 м. 
В 1989 году уверенно выиграл малую «пятисотку» в финале зимней Спартакиады народов СССР и на чемпионате Европы в Херенвене, где стал только 20-м в многоборье. На чемпионате мира в Осло опять уверенная победа на «пятисотке» и 18-е место в абсолютном зачёте. В 1990 году на чемпионате страны он первый на дистанции 500 метров и четвертый в многоборье. 
В 1992 году на зимних Олимпийских играх в Альбервилле Гуляев пытался защитить свой титул на 1000 метров, но в итоге занял только 8-е место, а в марте стал чемпионом России в спринте в Коломне. Ему пришлось завершить карьеру конькобежца из-за проблем со спиной.

## Тренерская работа
С 2002 по 2008 год — государственный тренер Федерации конькобежного спорта России, вице-президент Федерации конькобежного спорта России.
С апреля 2009 года старший тренер по резерву сборной России по шорт-треку.
С 2009 по 2011 год — старший тренер сборной команды России по шорт-треку ФГУ «Центр спортивной подготовки сборных команд России».

## Государственная служба
С 2011 по 2012 год — заместитель генерального директора в Административно-управленческом аппарате ГОУ ДОДСН ФСО «Юность Москвы» Москомспорта, Директор ГУ г. Москвы «Центр сборных команд» Москомспорта, Заместитель директора по спорту, начальник центра сборных команд ГБУ г. Москвы «Центр спортивных инновационных технологий и подготовки сборных команд» Москомспорта.
С 2012 года по 2016 год занимал должность первого заместителя руководителя Департамента физической культуры и спорта города Москвы.
С 23 ноября 2016 года по 28 марта 2019 года — руководитель Департамента спорта и туризма города Москвы (Москомспорт). С декабря 2016 года — член исполкома Олимпийского комитета РФ.
С июня 2022 года — президент Союза Конькобежцев России.

## Общественная деятельность
С января 2012 года — член Общественной палаты Российской Федерации.
В 2012 году был доверенным лицом кандидата в президенты России Владимира Путина.

## Награды
- Лауреат приза Оскара Матисена (1987)[13];
- Заслуженный мастер спорта СССР (1987);
- Медаль «За трудовую доблесть»;
- «Заслуженный тренер России» (2015)[6];
- «Заслуженный работник физической культуры Российской Федерации» (2016)[6];
- Награждён почетным знаком «Отличник физической культуры и спорта» (2014)[6];
- Победитель Московского конкурса «Менеджер года в государственном и муниципальном управлении — 2014»[6].